# يوستينا شفينتيه-إرسيتيك
يوستينا شفينتيه-إرسيتيك (من مواليد 3 ديسمبر 1992) هي عداءة بولندية متخصصة في سباق 400 متر، حاصلة على الميدالية الذهبية في بطلة أوروبا 2018 والميدالية الذهبية مرتين في البطولة الأوروبية للصالات الداخلية في هذا الحدث. فازت بالعديد من الميداليات في البطولات الكبرى كجزء من بطولة 4 × 400 متر تتابع، بما في ذلك الميدالية الذهبية في التتابع المختلط والميدالية الفضية في تتابع السيدات في الألعاب الأولمبية الصيفية 2020 في طوكيو، اليابان.